# 吳尚鷹
吴尚鹰（1892年3月7日—1980年10月27日），字一飞，广东省开平县楼冈桂芳里人。中国民主革命家，中华民国政治人物。

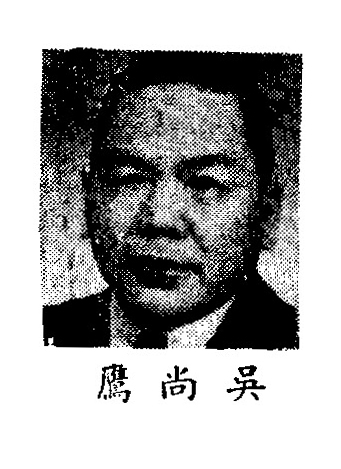
出席制憲國民大會代表時

## 生平[3]
1892年农历二月初九，生于开平县楼冈桂芳里。父亲吴荫民是清朝秀才。童年时，被送到美国、加拿大读书，毕业于美国俄勒冈州立大学经济学专业。其间，在加拿大维多利亚组织“击楫社”。1908年，在美国加入中国同盟会，隶冯自由领导，为加拿大的《大汉日报》的主笔。此后，又加入洪门致公堂，为孙中山领导的革命筹款。1912年回国，任广东高等师范学校教授、广东公立法政专门学校教务长等职务。他还曾任广东童子军会长，参与护法战争。

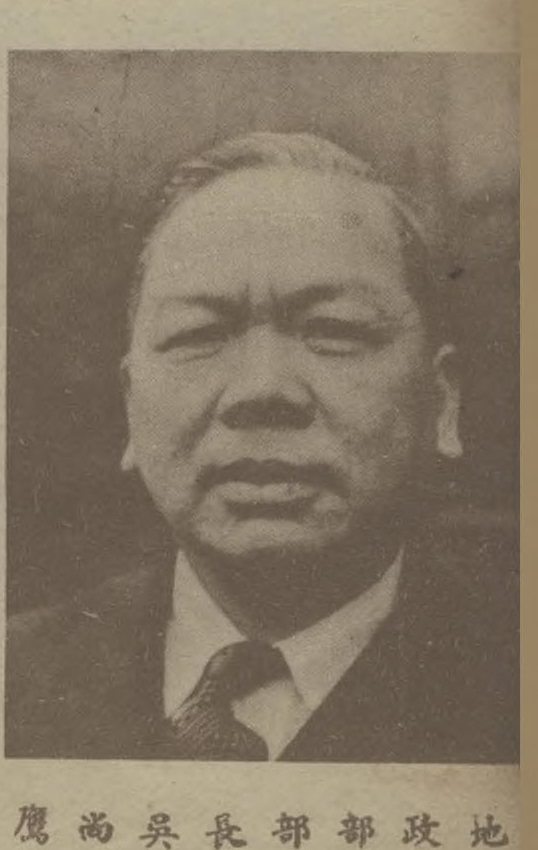

孙科任广州市市长时，1920年起，任广州市政府秘书长、广州市财政局局长等职。1924年，任广州市政港务局局长、建设委员会常务委员。其后，出任航空邮政总局局长。
1928年，奉蒋介石所派，到欧洲、美国考察土地行政制度。回国后，任南京国民政府立法委员、土地法起草委员会主席，主持起草了1930年的《中华民国土地法》。还兼任中央地政筹备处主任。1931年起，任中央土地局主任、立法院经济委员会委员长。他还曾任财政部次长等职务。
1937年抗日战争爆发后，作为政府代表团成员，随团赴苏联、英国访问，争取各国支持中国开展抗日战争。1948年，任地政部部长。1949年，迁居美国，定居加利福尼亚州，成为旅美华侨。
1980年10月27日，在美国加利福尼亚州萨克拉门托瑟特醫院，享壽積潤九十有一歲。

### 歷任官職
- 民國14年9月29日，派組織查辦電報局委員會代表[8]
- 民國15年11月20日，任交通部郵電航政處處長[9]
- 民國16年10月20日，任國民政府財政部菸酒稅處處長[10]
- 民國17年1月11日，免國民政府財政部菸酒稅處處長[11]
- 民國17年11月7日，任國民政府立法院立法委員[12]
- 民國19年12月16日，任立法院立法委員[13]
- 民國19年12月31日，任中央地政機關籌備處主任[14]
- 民國21年1月8日，任財政部政務次長[15]
- 民國21年1月31日，呈請辭職財政部政務次長[16]
- 民國22年1月12日，任立法院立法委員[17]
- 民國24年1月12日，任立法院立法委員[18]
- 民國30年1月27日，任立法院秘書長[19]
- 民國30年6月3日，特任立法院秘書長[20]
- 民國30年6月18日，免立法院立法委員[21]
- 民國31年4月1日，派三十一年第一次高等考試初試典試委員[22]
- 民國31年4月1日，兼任三十一年第一次普通考試典試委員[23]
- 民國31年8月14日，派三十一年第二次高等考試初試典試委員[24]
- 民國33年11月30日，派三十三年第一次考試初試典試委員[25]
- 民國37年5月4日，派行憲第一届立法院集會籌備處籌備委員[26]
- 民國37年12月22日，特任地政部部長 兼 行政院政務委員[27]

## 著作
- 吴尚鹰，土地问题与土地法，商务印书馆，1935年
- Shangying Wu 吴尚鹰, One Hundred Years of Chinese in The United States and Canada美国华侨百年纪实, Hong Kong, 1954
- 吴尚鹰，吴尚鹰诗选
- 吴尚鹰，中国革命史话